# Hasso von Bredow (général)
Pour les articles homonymes, voir Famille von Bredow, Hasso von Bredow (officier de marine) et Bredow (homonymie).
Karl Otto Hasso von Bredow (né le 18 septembre 1851 à Cologne et mort le 12 février 1922 à Hanovre) est un officier prussien, plus récemment général d'infanterie.

## Biographie
En 1893, Bredow est capitaine et commandant de compagnie dans le 24e régiment d'infanterie (Neuruppin), où il a déjà servi en 1872 comme sous-lieutenant dans la 7e compagnie. En 1898, il sert comme major dans le 16e régiment d'infanterie (Cologne).
De la mi-février 1906 à la fin février 1910, il est colonel commandant du 87e régiment d'infanterie (de) (Mayence). Il prend ensuite le commandement de la 79e brigade d'infanterie (de) (Wesel) au sein de la 14e division d'infanterie jusqu'en octobre 1912.
Début octobre 1912, Bredow devient le premier lieutenant général commandant de la 42e division d'infanterie (Sarrebourg).
Bredow est à la tête de cette unité au début de la Première Guerre mondiale et le restera jusqu'à sa mise à la retraite au début du mois d'avril 1916. En 1914, il commande la division à la bataille de Lorraine et parvient à conquérir Dieuze au cours des batailles de Morhange et de Dieuze. Bredow et la 42e division d'infanterie sont transférés sur le front de l'Est et participent à la bataille d'hiver de Mazurie en février 1915 et à la mi-mars 1916 au début de la bataille du lac Naroch.
Hasso von Bredow est marié à Emilie, née von Zeuner (1859-1953) depuis 1880. Leurs fils sont, entre autres, le contre-amiral Hasso von Bredow (1883-1966) et le général de division Ferdinand von Bredow (1884-1934),.